# Luciola roseicollis
Luciola roseicollis is een keversoort uit de familie glimwormen (Lampyridae). De wetenschappelijke naam van de soort is voor het eerst geldig gepubliceerd in 1933 door Pic.